# IC 2576
IC 2576 је спирална галаксија у сазвјежђу Шмрк (Пумпа) која се налази на листи објеката дубоког неба у Индекс каталогу.
Деклинација објекта је - 32° 54' 13" а ректасцензија 10h 25m 58,9s. Привидна величина (магнитуда) објекта IC 2576 износи 14,0 а фотографска магнитуда 14,8. IC 2576 је још познат и под ознакама ESO 375-23, MCG -5-25-3, AM 1023-323, IRAS 10236-3238, PGC 30634.